# Phyllachora microtheles
Phyllachora microtheles är en svampart som först beskrevs av Speg., och fick sitt nu gällande namn av Chardón 1930. Phyllachora microtheles ingår i släktet Phyllachora och familjen Phyllachoraceae.   Inga underarter finns listade i Catalogue of Life.